# Filesio
Filesio (in greco antico: Φιλήσιος?, Filèsios; Acaia, metà V secolo a.C. – dopo il 400 a.C.) è stato un militare greco antico che partecipò alla spedizione dei Diecimila condotta da Ciro il Giovane contro il fratello Artaserse.

## Biografia
Dopo il tranello di Tissaferne, con cui Clearco e gli altri strateghi greci vennero catturati ed uccisi, Filesio venne scelto al posto di Menone.
Quando i Greci, stanchi di attendere il ritorno di Chirisofo che era andato in cerca di navi con cui riportare l'esercito in patria, scelsero di spostarsi da Trapezunte, Filesio e Sofeneto, i più anziani dei generali, furono scelti per procedere per nave con gli anziani, le donne, i bambini e gli ammalati.
A Cotiora Filesio fu tra quelli che protestarono contro la presunta idea segreta di Senofonte di stabilire una colonia sul Mar Nero. Sempre a Cotiora Filesio, in un processo per valutare il comportamento degli strateghi, venne multato di 20 mine per un'irregolarità nei carichi delle navi con cui l'esercito era giunto da Trapezunte.
A Bisanzio, quando Senofonte calmò il tumulto seguito alla scoperta del tradimento di Anassibio, Filesio fu uno di quelli che vennero inviati dal navarca con un messaggio di riconciliazione.